# Chiropterotriton
Chiropterotriton é um género de anfíbios caudados pertencente à família Plethodontidae.

## Espécies
No início de 2019, este gênero inclui as seguintes 18 espécies:
- Chiropterotriton arboreus (Taylor, 1941)
- Chiropterotriton aureus García-Castillo et al., 2018
- Chiropterotriton chico García-Castillo, Rovito, Wake & Parra-Olea, 2017
- Chiropterotriton chiropterus Cope, 1863
- Chiropterotriton chondrostega Taylor, 1941
- Chiropterotriton cieloensis Rovito & Parra-Olea, 2015
- Chiropterotriton cracens Rabb, 1958
- Chiropterotriton dimidiatus Taylor, 1939
- Chiropterotriton infernalis Rovito & Parra-Olea, 2015
- Chiropterotriton lavae Taylor, 1942
- Chiropterotriton magnipes Rabb, 1965
- Chiropterotriton miquihuanus Campbell, Streicher, Cox & Brodie, 2014
- Chiropterotriton mosaueri Woodall, 1941
- Chiropterotriton multidentatus Taylor, 1938
- Chiropterotriton nubilus García-Castillo et al., 2018
- Chiropterotriton orculus Cope, 1865
- Chiropterotriton priscus Rabb, 1956
- Chiropterotriton terrestris Taylor, 1941